# 新正俊
新 正俊（しん まさとし、1999年9月6日 - ）は、日本の俳優。大阪府出身。所属事務所はブルーシャトル。

## 出演
※太字は主演。

### 舞台
- ブルーシャトルプロデュース公演
  - 『真田幸村』（2016年3月24日 - 27日、あうるすぽっと / 2016年4月2日 - 4日、ナレッジシアター）
  - 『龍の羅針盤』第一部 幕末死闘篇（2016年11月24日 - 28日、ナレッジシアター / 12月10日 - 12日、渋谷区文化総合センター大和田 伝承ホール）
  - 『龍の羅針盤』第二部 維新回天篇（2017年2月2日 - 6日、ナレッジシアター / 2月16日 - 20日、CBGKシブゲキ!!）
  - 『零式艦上戦闘機』（2018年7月20日- 22日、ナレッジシアター） - トキコウヘイ 役
  - 『新選組』完結編（2019年2月2日- 12日、あうるすぽっと / 2月16日 - 24日、ナレッジシアター） - 中岡慎太郎 役（終ノ章のみ）
  - 『戦場の翼』（2019年6月25日 - 29日、シアター代官山 / 7月5日 - 7日、ナレッジシアター）
  - 『新選組リメンバー』（2020年1月15日 - 21日、シアター代官山 / 2月1日 - 3日、ナレッジシアター） - 平山五郎 役
  - BSP短編集Vol.1『僕たちの知らないファンタシア』（2022年2月17日 - 20日、シアター代官山）[1]
  - 『織田信長』（2023年2月24日 - 27日、渋谷区文化総合センター大和田 伝承ホール / 3月9日 - 12日、ナレッジシアター） - 徳川家康 役[2]
  - 『松陰狂詩曲』（2024年11月28日 - 12月4日、あうるすぽっと / 12月12日 - 17日、ナレッジシアター） - 吉田稔麿 役[3]
- 劇団ひまわり×ミュージカルラボラトリ―　ミュージカル「雪の女王」（2019年8月9日 - 12日、ABCホール） - クリス 役
- 音楽劇「プラネタリウムのふたご」（2019年9月28日、堺市立西文化会館・ウェスティホール）[4]
- Patch stage vol.13『カーニバル！カーニバル！カーニバル！カーニバル！カーニバル！カーニバル！カーニバル！カーニバル！カーニバル！カーニバル！カーニバル！カーニバル！カーニバル！』（2019年10月31日 - 11月3日、シアターサンモール / 11月6日 - 10日、ABCホール） - アンサンブル
- 「Dr.コルチャックと子どもたち」
  - 「Dr.コルチャックと子どもたち」（2020年3月21日- 30日、あうるすぽっと / 4月9日 - 12日、ナレッジシアター / 5月9日 - 10日、りゅーとぴあ）[5]
  - 「Dr.コルチャックと子どもたち」京都公演（2021年9月23日・25日、ロームシアター京都・サウスホール）
- 舞台『魔法使いの約束』- 賢者（真木晶） 役
  - 第1章（2021年5月14日 - 30日、天王洲 銀河劇場）[6]
  - 第2章（2021年11月5日 - 21日、天王洲 銀河劇場）[7]
  - 第3章（2022年4月29日 - 5月8日、天王洲 銀河劇場 / 5月13日 - 15日、アイプラザ豊橋 / 5月20日 - 22日、京都劇場）[8]
- One on One 
  - 33rd note『back-to-back』（2021年9月15日 - 20日、赤坂RED/THEATER） - ワダ 役
  - 34th note『face-to-face』（2022年9月22日 - 27日、新宿シアタートップス） - ワダ 役
  - 35th note『side-by-side』（2024年2月8日 - 2月18日、赤坂RED/THEATER） - ワダ 役
- WBB vol.19「ウエスタンモード」（2021年12月21日 - 28日、スペース・ゼロ） - トッド 役[9]
- MANKAI STAGE『A3!』- 兵頭九門 役
  - ACT2! 〜 SUMMER 2022〜 （2022年7月16日 - 24日、TACHIKAWA STAGE GARDEN / 7月29日 - 8月5日、COOL JAPAN PARK OSAKA WWホール / 8月12日 - 21日、TACHIKAWA STAGE GARDEN）
  - ACT2! 〜 AUTUMN2022〜 （2022年11月4日 - 13日、TOKYO DOME CITY HALL / 11月18日 - 20日、北九州ソレイユホール / 11月26日 - 12月5日、TOKYO DOME CITY HALL）
  - ACT2! 〜 WINTER 2023〜 （2023年1月21日 - 29日、TACHIKAWA STAGE GARDEN / 2月3日 - 12日、AiiA 2.5 Theater Kobe / 2月17日 - 26日、TACHIKAWA STAGE GARDEN）映像出演[10]
  - ACT2! 〜 SUMMER 2023〜 （2023年8月12日 - 20日、TACHIKAWA STAGE GARDEN / 8月26日 - 9月3日、AiiA 2.5 Theater Kobe / 9月8日 - 18日、TACHIKAWA STAGE GARDEN）[11]
  - Four Seasons LIVE 2024（2024年10月31日 - 11月4日、東京ガーデンシアター）[12]
  - ACT3! 2025（2025年3月22日 - 5月10日、KAAT神奈川芸術劇場 ホール）[13]
- クリスマス・イブのおはなし（2022年12月22日、新国立劇場 小劇場）[14]
- Japan Musical Festival 2022 Winter Season（2022年12月27日、Bunkamura オーチャードホール）[15]
- アグレッシブ ダンス ステージ『DEAR BOYS』（2023年6月1日 - 18日、Mixalive TOKYO Theater Mixa） - 哀川和彦 役[16]
- 舞台『フルーツバスケット』2nd season（2023年10月6日 - 15日、大手町三井ホール） - 真鍋翔 役[17]
- 神戸セーラーボーイズ 定期公演 vol.1『ロミオとジュリアス』『Water me! 〜 我らが水を求めて〜 』（2023年11月26日、AiiA 2.5 Theater Kobe）[18]
- 音楽劇『瀧廉太郎の友人、と知人とその他の諸々』（2024年5月2日 - 4日、北沢タウンホール） - 瀧廉太郎 役[19]
- 舞台『文豪とアルケミスト 旗手達ノ協奏』（2024年6月6日 - 16日、シアターH / 6月21日 - 23日、京都劇場） - 広津和郎 役[20]
- 舞台『ブロードキャスト』（2024年8月10日 - 25日、恵比寿・エコー劇場） - 町田圭祐 役[21]
- ミュージカル『七色いんこ』（2024年9月14日 - 16日、COOL JAPAN PARK OSAKA WWホール / 9月20日 - 29日、品川プリンスホテル ステラボール） - 我利屋 役[22]
- ライドカメンズ The STAGE（2025年1月11日 - 26日、サンシャイン劇場 / 1月30日 - 2月2日、梅田芸術劇場 シアター・ドラマシティ） - 深水紫苑 / 仮面ライダー紫苑 役[23][24]

### 映画
- 「関ケ原」（2017年8月26日公開） - 小姓 役